# Oscar Zia
Pour les articles homonymes, voir Zia (homonymie).
Oscar Zia est un auteur-compositeur-interprète et acteur suédois, né le 10 octobre 1996 à Svedala. Il s'est fait connaître pour la première fois à la télévision suédoise en participant à X Factor dans son pays en 2012. A la suite de sa participation à l'émission, il signe chez Warner Music et sort son premier album I Don't Know How to Dance (en) en 2014, qui monte jusqu'à la 3e place des classements en Suède.
En 2014, il termine à la 2e place de la huitième saison de Let's Dance, l'adaptation suédoise de Danse avec les stars. Il participe au Melodifestivalen à deux reprises : en 2014 avec Yes We Can, puis en 2016 avec Human. En 2021, il participe de nouveau à la compétition, cette fois-ci en tant que co-présentateur aux côtés de Anis Don Demina (en). En 2020, il fait ses débuts en tant qu'acteur sur la série Cryptid, sur Viaplay.

## Carrière
Oscar Zia naît le 10 octobre 1996 à Svedala en Suède. Il a cinq frères et sœurs prénommés Anna, Dante, Isac, Leonardo et Isabella.
En 2012, il participe à l'adaptation suédoise de The X Factor, en ayant auditionné avec la chanson Without You de David Guetta. Il est éliminé au cours de la 5e semaine de compétition, après avoir terminé 8e sur douze candidats.[réf. nécessaire]
En 2013, il a été l'un des choristes de Behrang Miri sur la chanson Jalla Dansa Sawa au Melodifestivalen, la sélection nationale suédoise pour le Concours Eurovision de la chanson. La chanson ne se qualifie pas pour la finale. La même année, il participe à la huitième saison de Let's Dance. Il termine à la deuxième place.[réf. nécessaire]
Il participe à nouveau au Melodifestivalen en 2014 pour tenter de représenter la Suède au Concours Eurovision de la chanson, cette fois-ci, en tant qu'artiste solo avec sa chanson Yes We Can. Il atteint la finale, avant de terminer à la 8e place. Il a par la suite été sélectionné pour faire partie du jury suédois à l'Eurovision la même année. Après ça, il publie son premier album I Don't Know How To Dance qui termine à la troisième place du Sverigetopplistan.[réf. nécessaire]
Deux ans plus tard, il fait son coming out et révèle par la même occasion que sa chanson Human raconte son histoire. Il a dans le passé eu une relation avec Jonathan Rander. Il réitère une fois de plus son expérience du Melodifestivalen la même année avec sa chanson Human pour essayer de représenter son pays au Concours Eurovision de la chanson 2016. Il réussit à se qualifier directement pour la finale du 12 mars. Lors de la finale, il remporte le vote du jury, puis termine à la 3e place du vote du public. Il finit donc deuxième.
En novembre 2018, il publie son Extended play (EP) Din. Parmi les chansons présentes dans l'EP, deux d’entre elles ont terminé dans les chartes suédoises : Kyss mig i slo-mo et Betong, terminant respectivement 7e et 13e du classement.[réf. nécessaire]
En février 2021, il co-présente la deuxième semi-finale du Melodifestivalen aux côtés de Christer Björkman et d'Anis Don Demina. Lors de cette soirée, lui et Demina ont chanté leur adaptation de la chanson Stad i ljus sur la scène du concours. Il est annoncé comme présentateur du Melodifestivalen 2022.